# Daniel Eberlin
Daniel Eberlin (Nuremberg, 4 de desembre de 1630 - Cassel, 5 de juny de 1685) fou un músic alemany del Barroc. En la seva joventut es dedicà a la vida militar, combatent amb el grau de capità, en les tropes pontifícies que atacaren als turcs a Morea. Després exercí, altres professions, entre elles la de banquer. Va publicar: Trium variatum lidium concordia, hoc est, Moduli musici, quos sonates vocant, ternis partibus conflati (Nuremberg, 1675).